# Campeonato Europeo de Karate de 2022
El LVII Campeonato Europeo de Karate se celebró en Gaziantep (Turquía) entre el 25 y el 29 de mayo de 2022 bajo la organización de la Federación Europea de Karate (EKF) y la Federación Turca de Karate.

## Medallistas

### Masculino
| Evento                     | Oro | Plata | Bronce |
| -------------------------- | --- | --- | --- |
| Kumite –60 kg (28.05)      | Eray Şamdan Turquía                                                                                           | Angelo Crescenzo · Italia                                                                                             | Ronen Gehtbarg · Israel · Jristos-Stefanos Xenos · Grecia |
| Kumite –67 kg (28.05)      | Burak Uygur Turquía                                                                                           | Dionysios Xenos · Grecia                                                                                              | Joaquim Mendes Portugal Steven Da Costa Francia |
| Kumite –75 kg (28.05)      | Erman Eltemur Turquía                                                                                         | Brandon Wilkins Inglaterra                                                                                            | Elhami Shabani · Kosovo · Luigi Busà · Italia |
| Kumite –84 kg (28.05)      | Dániel György · Hungría                                                                                       | Enes Garibović · Croacia                                                                                              | Petar Spasenovski · Macedonia del Norte · Walid Deghali · Bélgica |
| Kumite +84 kg (28.05)      | Anđelo Kvesić · Croacia                                                                                       | Luca Costa · Bélgica                                                                                                  | Ryzvan Talibov · Ucrania · Gogita Arkania · Georgia |
| Kumite por equipos (29.05) | Francia Enzo Berthon Kilian Cizo Hendrick Confiac Jessie Da Costa Steven Da Costa Mehdi Filali Younesse Salmi | Azerbaiyán Pənah Abdullayev Tural Ağalarzadə Rafael Ağayev Asiman Qurbanlı Rafiz Həsənov Turqut Həsənov Ayxan Mamayev | Grecia · Theojaris Yannakos · Konstantinos Mastroyannis · Dimitrios Stolis · Yeoryos Tzanos · Jristos-Stefanos Xenos · Dionysios Xenos Ucrania · Valeri Chobotar · Stanislav Horuna · Valeri Sonnyj · Ryzvan Talibov · Andri Toroshanko · Kostiantyn Tsymbal · Andri Zaplitny |
| Kata individual (28.05)    | Ali Sofuoğlu Turquía                                                                                          | Damián Quintero · España                                                                                              | Yuki Ujihara · Suiza · Mattia Busato · Italia |
| Kata por equipos (29.05)   | Turquía Emre Vefa Göktaş Enes Özdemir Ali Sofuoğlu                                                            | España · Sergio Galán López · Óscar García Cuadrado · Alejandro Manzana Díaz                                          | Italia · Mattia Busato · Gianluca Gallo · Alessandro Iodice Azerbaiyán · İsmayıl Quliyev · Tural Balcanlı · Rövşən Əliyev |

### Femenino
| Evento                     | Oro                                                                      | Plata                                                                                  | Bronce |
| -------------------------- | ------------------------------------------------------------------------ | -------------------------------------------------------------------------------------- | --- |
| Kumite –50 kg (28.05)      | Serap Özçelik Turquía                                                    | Erminia Perfetto · Italia                                                              | Niswa Ahmed · Francia · Jelena Pehar · Croacia |
| Kumite –55 kg (28.05)      | Anzhelika Terliuga · Ucrania                                             | Ivet Goranova Bulgaria                                                                 | Mədinə Sadıqova Azerbaiyán Amy Connell Escocia |
| Kumite –61 kg (28.05)      | Ingrida Suchánková · Eslovaquia                                          | Anna Miggou · Alemania                                                                 | Anita Seroguina · Ucrania · Laura Sivert · Francia |
| Kumite –68 kg (28.05)      | Eda Eltemur Turquía                                                      | Miroslava Kopúňová · Eslovaquia                                                        | Vasiliki Panetsidu · Grecia · Alizée Agier · Francia |
| Kumite +68 kg (28.05)      | Ivana Perović Serbia                                                     | Aicha Boussebaa · Hungría                                                              | Kyriaki Kydonaki · Grecia · Nancy Garcia · Francia |
| Kumite por equipos (28.05) | Croacia · Sadea Bećirović · Lucija Lesjak · Lea Vukoja · Mia Greta Zorko | Eslovaquia · Miroslava Kopúňová · Lucia Kováčiková · Hana Kuklová · Ingrida Suchánková | España · María Espinosa López · Carlota Fernández Osorio · María Nieto Mejías · María Torres García Francia · Alizée Agier · Léa Avazeri · Laura Sivert · Jennifer Zameto |
| Kata individual (28.05)    | Sandra Sánchez · España                                                  | Dilara Bozan Turquía                                                                   | Jasmin Jüttner · Alemania · Terryana D'Onofrio · Italia |
| Kata por equipos (29.05)   | Italia · Carola Casale · Terryana D'Onofrio · Michela Pezzetti           | España · María López Pintado · Lidia Rodríguez Encabo · Raquel Roy Rubio               | Turquía Zehra Kaya Damla Pelit Damla Türemen Francia Alexandra Feracci Laetitia Feracci Laura Pieri                                                                       |

## Medallero
| Núm. | País                | Oro | Plata | Bronce | Total |
| ---- | ------------------- | --- | ----- | ------ | ----- |
| 1    | Turquía             | 7   | 1     | 1      | 9     |
| 2    | Croacia             | 2   | 1     | 1      | 4     |
| 3    | España              | 1   | 3     | 1      | 5     |
| 4    | Italia              | 1   | 2     | 4      | 7     |
| 5    | Eslovaquia          | 1   | 2     | 0      | 3     |
| 6    | Hungría             | 1   | 1     | 0      | 2     |
| 7    | Francia             | 1   | 0     | 7      | 8     |
| 8    | Ucrania             | 1   | 0     | 3      | 4     |
| 9    | Serbia              | 1   | 0     | 0      | 1     |
| 10   | Grecia              | 0   | 1     | 4      | 5     |
| 11   | Azerbaiyán          | 0   | 1     | 2      | 3     |
| 12   | Alemania            | 0   | 1     | 1      | 2     |
| 12   | Bélgica             | 0   | 1     | 1      | 2     |
| 14   | Bulgaria            | 0   | 1     | 0      | 1     |
| 14   | Inglaterra          | 0   | 1     | 0      | 1     |
| 16   | Escocia             | 0   | 0     | 1      | 1     |
| 16   | Georgia             | 0   | 0     | 1      | 1     |
| 16   | Israel              | 0   | 0     | 1      | 1     |
| 16   | Kosovo              | 0   | 0     | 1      | 1     |
| 16   | Macedonia del Norte | 0   | 0     | 1      | 1     |
| 16   | Portugal            | 0   | 0     | 1      | 1     |
| 16   | Suiza               | 0   | 0     | 1      | 1     |
|      | TOTAL               | 16  | 16    | 32     | 64    |